# Massif de Vignemale
Massif de Vignemale (occitanska: Vinyamala) är ett berg i Spanien, på gränsen till Frankrike. Det ligger i den nordöstra delen av landet, 400 km nordost om huvudstaden Madrid. Toppen på Massif de Vignemale är 3 298 meter över havet.
Terrängen runt Massif de Vignemale är bergig åt nordost, men åt sydväst är den kuperad. Trakten runt Massif de Vignemale är nära nog obefolkad, med mindre än två invånare per kvadratkilometer. Närmaste större samhälle är Sallent de Gállego, 15,4 km väster om Massif de Vignemale. Trakten runt Massif de Vignemale består i huvudsak av gräsmarker.